# Morze Wspólnoty
Morze Wspólnoty (ang. Sodruzhestvo Sea od ros. Море Содружества; daw.  Morze Mackenzie) – morze Oceanu Południowego rozciągające się u brzegów Antarktydy Wschodniej. Znajduje się między Morzem Kosmonautów (na zachód) a Morzem Davisa (na wschód). Akwen rozciąga się wzdłuż Ziemi Mac Robertsona i Ziemi Kempa.

## Charakterystyka
Morze znajduje się między 50° E i 70° E i jest pokryte lodem, przez większą część roku.
Na wybrzeżu znajdują się australijskie stacje antarktyczne Mawson i Davis.